# Sekirankai
La Sekirankai (赤瀾会? lett. "Associazione dell'Onda Rossa") fu un'organizzazione giapponese di donne socialiste attiva nel 1921. Fondata nell'aprile del 1921 dai membri di un gruppo anarchico, ebbe vita breve venendo sciolta dopo appena otto mesi. L'organizzazione, amministrata da femministe quali Kikue Yamakawa e Noe Itō, è nota per aver preso parte alle manifestazioni in occasione della Festa del lavoro del 1921, per aver pubblicato la rivista Omedetashi (お目出度誌? lett. "Rivista del buon auspicio"), per aver tenuto seminari e conferenze e per aver distribuito all'esercito volantini contro la guerra. Il loro manifesto condannava il capitalismo sostenendo che trasformi le donne in schiave e prostitute. La Sekirankai fu la prima associazione di donne socialiste e si scontrò con la Shin fujin kyōkai (新婦人協会? lett. "Associazione delle nuove donne").

## Storia
La Sekirankai prese forma durante l'Impero giapponese, periodo in cui l'ideologia socialista aveva guadagnato abbastanza slancio da riuscire ad essere espressa pubblicamente. A quel tempo, l'Articolo 5 della Legge per la Preservazione della Pace proibiva alle donne di unirsi ad organizzazioni politiche, partecipare a riunioni politiche o tenere discorsi di natura politica.

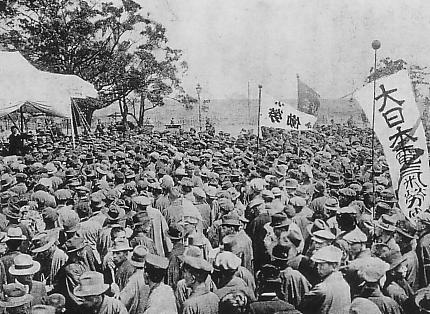
1920: la prima Festa del lavoro in Giappone

L'associazione venne fondata nell'aprile del 1921 da un gruppo anarchico originariamente guidato da Magara Sakai (堺真柄?, Sakai Magara), Fusako Kutsumi (九津見房子?, Kutsumi Fusako), Haruko Hashiura (橋浦はる子?, Hashiura Haruko) e Shizue Akizuki (秋月静枝?, Akizuki Shizue) ed aveva come consiglieri Kikue Yamakawa e Noe Itō. Il numero totale dei membri ammontava a circa 42 di cui 17 attivi. Dal momento che i membri della Sekirankai erano strettamente legati alla Nihon Shakai Shugi Dōmei (日本社会主義同盟? lett. "Lega Socialista Giapponese"), si faceva spesso riferimento all'associazione come l'"ufficio femminile" della Lega.
La Sekirankai mirava ad abbattere il sistema capitalistico. Il loro programma politico citava: «Combatteremo ogni forma di oppressione che costringa i nostri fratelli e sorelle in condizioni di ignoranza, povertà e subordinazione». Una delle prime azioni dell'associazione, nonché unica azione pubblica, fu quella di prendere parte alle manifestazioni per la Festa del lavoro del 1921. Le manifestazioni dell'anno precedente, svoltesi nel Parco di Ueno a Tokyo, erano state le prime manifestazioni pubbliche per la Festa del Lavoro in Giappone e si stimava che vi avessero partecipato circa 5000 persone. Kikue Yamakawa stilò un manifesto per il gruppo, Fujin ni gekisu (婦人に檄す? lett. "Manifesto per le donne"), da distribuire sotto forma di volantino durante l'evento.
The Sekirankai is a women's organization that plans to participate in the enterprise to destroy the capitalist society and build a socialist society. The capitalist society turns us into slaves at home and oppresses us as wages slaves outside the home. It turns many of our sisters into prostitutes. Its imperialistic ambitions rob us of our beloved fathers, children, sweethearts, and brothers and turn them into cannon fodder. It forces them and proletarians of other countries to brutally kill each other. It is a society that, for the sake of its greedy profiteers, crushes and sacrifices our youth, health, talents, all chance for happiness, even our lives, and feels no compassion. The Sekirankai declares all-out war on this cruel, shameless society. Women who wish to be liberated, join the Sekirankai!
Socialism offers the only way to save mankind from the oppressions and abuses of capitalism. Sisters who love justice and morality, join the socialist movement!»
La Sekirankai è un'associazione femminile che ha intenzione di prendere parte all'impresa di distruggere la società capitalistica e crearne una socialista. La società capitalistica ci trasforma in schiavi quando in casa e ci rende schiavi del salario quando fuori casa. Trasforma molte delle nostre sorelle in prostitute. Le sue ambizioni imperialistiche ci derubano dei nostri amati padri, figli, compagni e fratelli trasformandoli in mangime per cannoni. Costringe loro ed i proletari di altri paesi ad uccidersi a vicenda. Si tratta di una società che, per il bene dei suoi avidi speculatori, schiaccia e sacrifica la nostra gioventù, la nostra salute, i nostri talenti, tutte le nostre possibilità di felicità, persino le nostre vite e non ne prova compassione. La Sekirankai dichiara guerra totale a questa società crudele e spudorata. Voi donne che desiderate essere liberate, unitevi alla Sekirankai!
Il socialismo ci offre l'unico modo di salvare il genere umano dall'oppressione e dagli abusi del capitalismo. Voi sorelle che amate l'eticità e la giustizia, unitevi al movimento socialista!»
(dal manifesto di Kikue Yamakawa)
Nel manifesto Yamakawa denunciò il capitalismo in quanto generatore di imperialismo, e ne inquadrò i problemi da una prospettiva femminile.
Circa 20 membri donne della Sekirankai presero parte alla marcia per la Festa del lavoro, issando bandiere rosse e nere fabbricate da Hashiura Haruko e bandiere più piccole con sopra dipinte le lettere "R. W.", acronimo di Red Wave (Onda Rossa). Tutte le donne furono arrestate ed i resoconti dai toni sensazionalistici che fecero i giornali sull'evento ebbero come conseguenza le restrizioni da parte del governo a danno dei movimenti e delle organizzazioni.
Nel giugno del 1921, presso il Seinen kaikan (青年会館? lett. "Sala dei giovani") di Kanda, i membri della Sekirankai tennero una conferenza sui problemi delle donne, con interventi di Kikue Yamakawa, Noe Itō, Fusako Kutsumi, Seikichi Fujimori, Magara Sakai, Kan Eguchi (marito di Chiyo Kitagawa) e Sanshirō Ishikawa. Nel mese successivo, l'associazione tenne un seminario della durata di cinque giorni e pubblicò la rivista Omedetashi. La Sekirankai dimostrò atteggiamenti critici anche nei confronti dell'organizzazione di donne giapponesi Shin Fujin Kyōkai  nata nel 1920. Yamakawa ne scrisse una severa critica nell'articolo L'Associazione delle Nuove Donne e l'Associazione Onda Rossa pubblicato sul numero di luglio 1921 del periodico Taiyō. Scrisse: «La rivoluzione è essenziale per le donne. Solo la Sekirankai può fornire la risposta.». Nell'ottobre 1921 la Sekirankai fu coinvolta nel Guntai sekka jiken (軍隊赤化事件? lett. "Incidente della conversione al comunismo dell'esercito") durante il quale distribuì via posta all'esercito dei volantini contro la guerra.
Alla fine del 1921 la Sekirankai subì una battuta d'arresto: la mancanza di alleanze con le altre organizzazioni femminili, l'oppressione da parte del governo e le pubbliche critiche contribuirono allo scioglimento dell'associazione concretizzatosi nel mese di dicembre, solo otto mesi dopo la sua fondazione. Molti membri dell'organizzazione mantennero le loro attività di impegno politico formando gruppi indipendenti, come il gruppo di discussione Suiyōkai (水曜会? lett. "Associazione del mercoledì") e l'organizzazione Yōkakai (八日会? lett. "Associazione dell'ottavo giorno", fondata nel 1923 per ricordare la prima commemorazione della Giornata Internazionale della Donna in Giappone)..

## Membri
- Magara Sakai, figlia di Toshihiko Sakai
- Fusako Kutsumi
- Haruka Hashiura
- Shizue Akizuki
- Chiyo Kitagawa
- Oriku Hashiura
- Shige Iwasa
- Tayoko Takasu
- Chiyo Takano
- Hide Takeuchi
- Miki Nakamura
- Riku Hashiura
- Kazuko Yoshikawa
- Kō Watanabe